# خونین‌گرزیان
خونین‌گُرزیان (Cynomoriaceae) تیره‌ای است از صندل‌سانانِ علفی و انگلی کامل، بدون سبزینه با برگ‌های تحلیل‌رفته و قرمز که گل نر آنها یک‌پرچمی و میوهٔ آنها از نوع فندقی است.

## نگارخانه

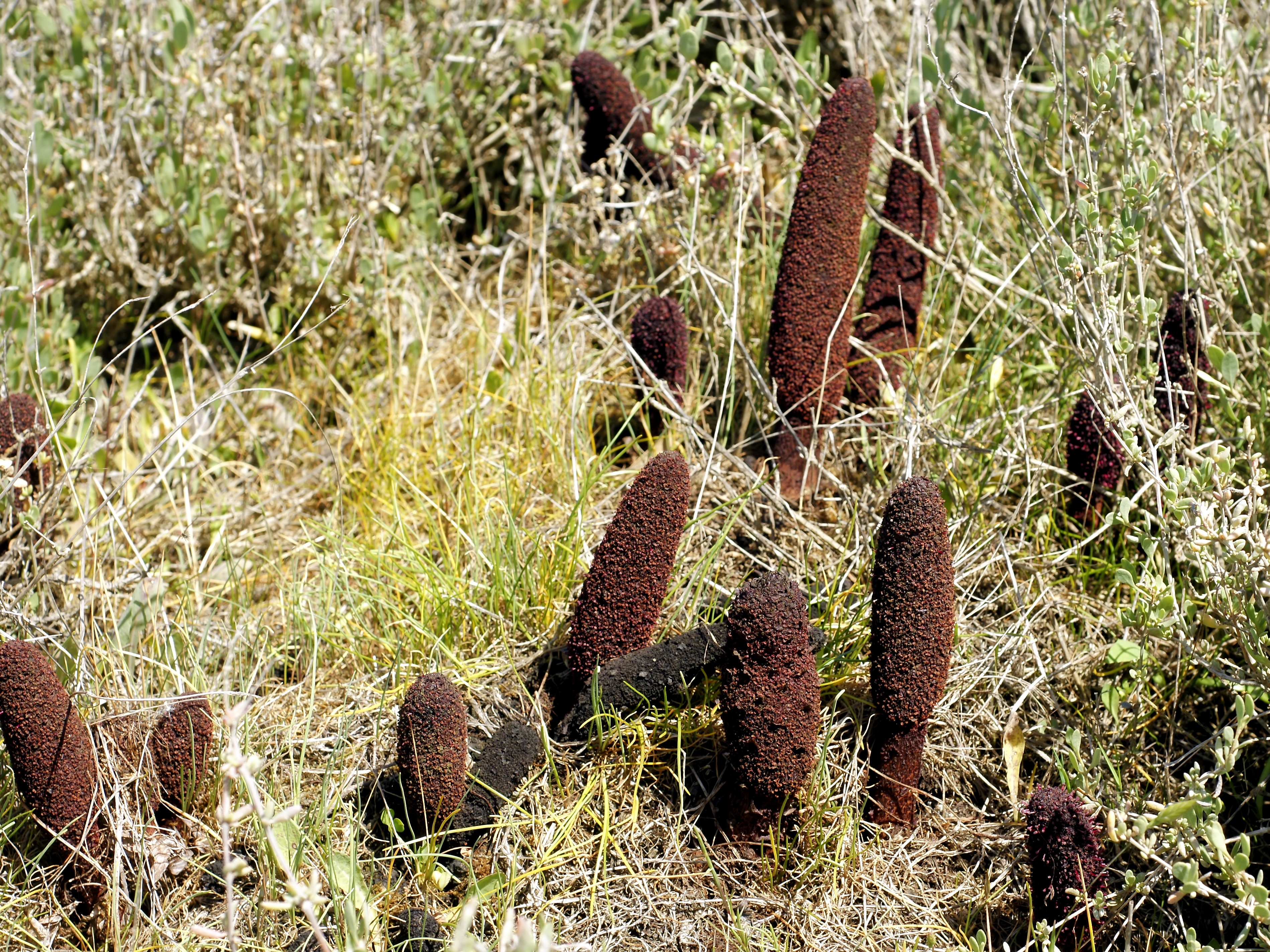
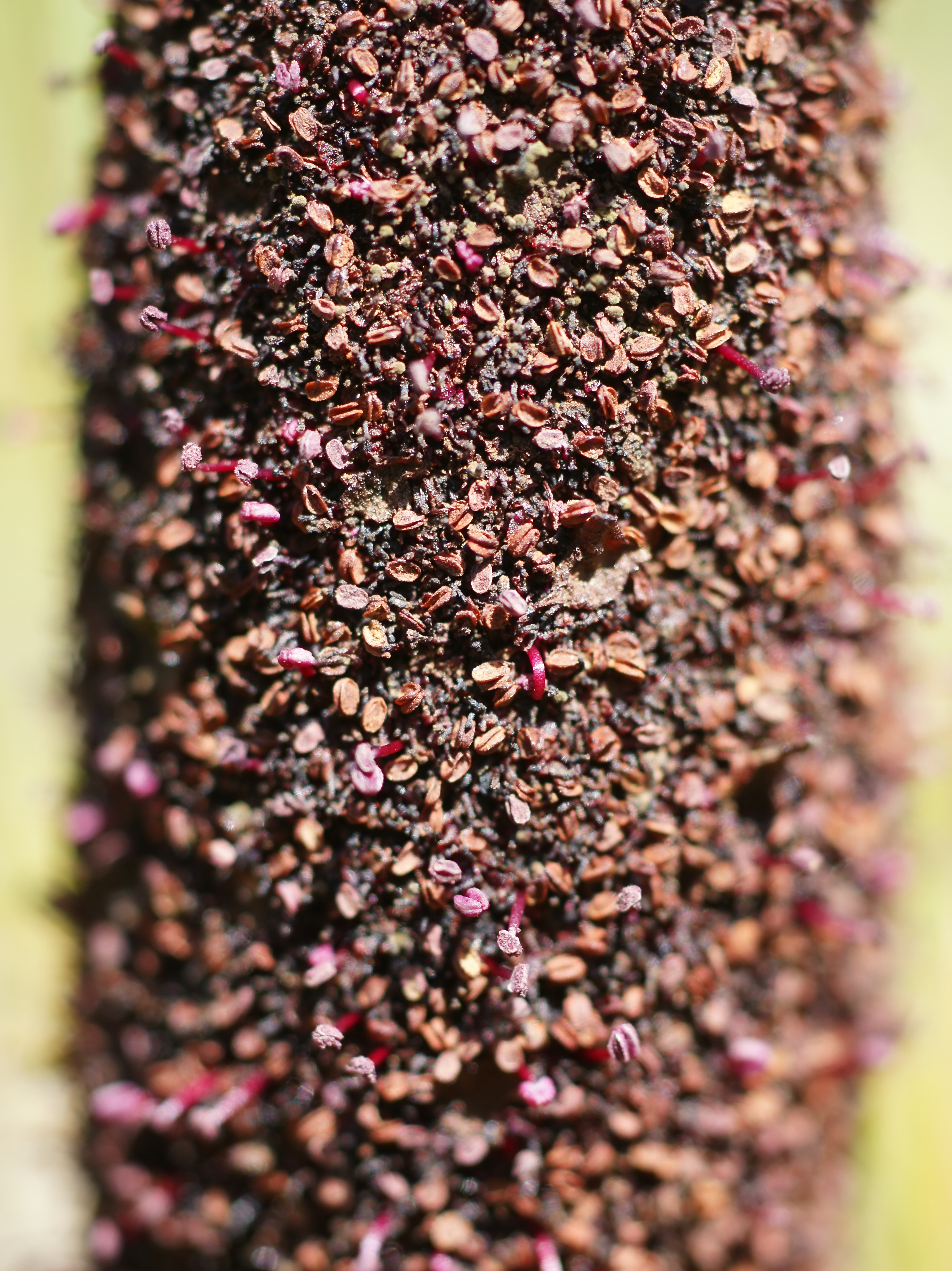
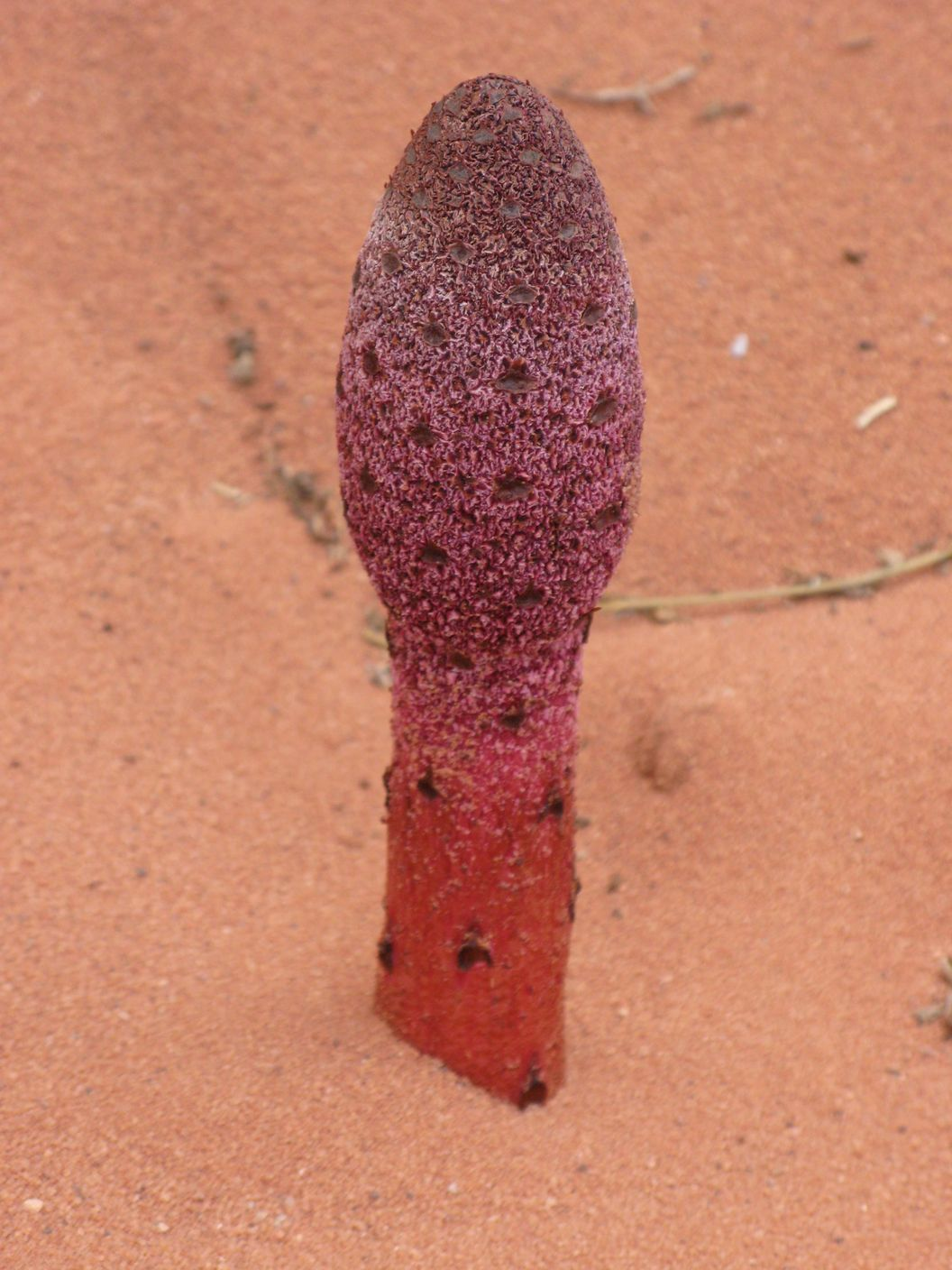